# غراهام بيك (رجل أعمال)
غراهام بيك (بالإنجليزية: Graham Beck)‏ هو شخصية أعمال جنوب أفريقي، ولد في 5 ديسمبر 1929 في Faure, South Africa ‏ في جنوب أفريقيا، وتوفي في 28 يوليو 2010 في لندن في المملكة المتحدة.